# A-40飛艇
A-40飛艇又名Be-42和信天翁，它是蘇聯別里耶夫設計局的噴射飛艇，作為海上巡邏機和反潛機，A-40是世界上最大型的飛艇，曾打破14項世界紀錄。

## 基本資料
- 機長: 43.84米
- 翼展: 41.62米
- 機高: 11米
- 翼面積: 200平方米
- 空重: 44,000公斤
- 載重: 86,000公斤

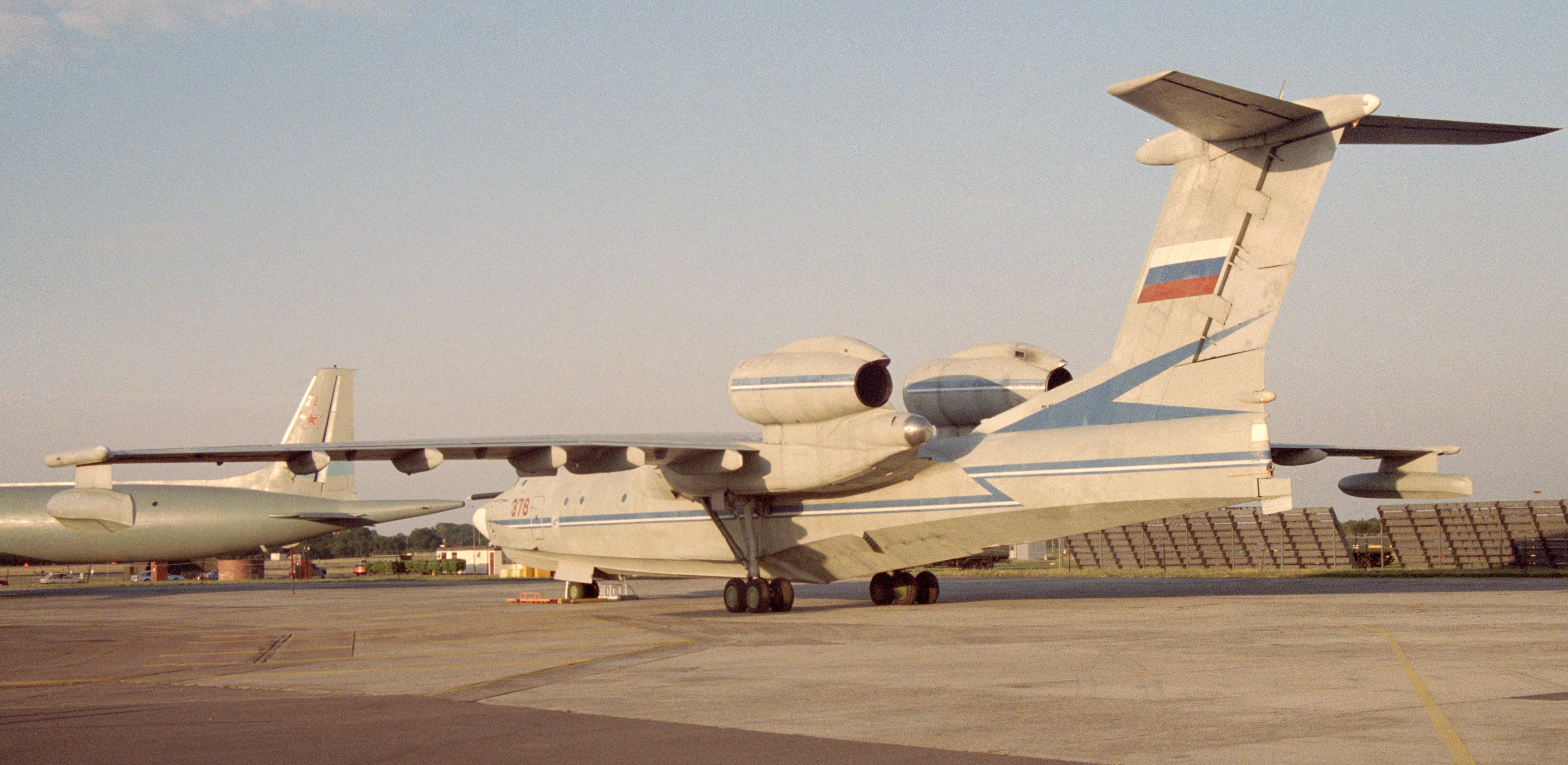
A-40噴射飛艇

- 發動機: 2部D-30TKPV噴射發動機(各推力=117.7kN)
- 最快時速: 800公里/小時
- 航程: 4,100公里
- 昇限: 9,700米
- 武器:6,500公斤各種反艦飛彈，魚雷和炸彈
- 乘員:8人

## 設計特點

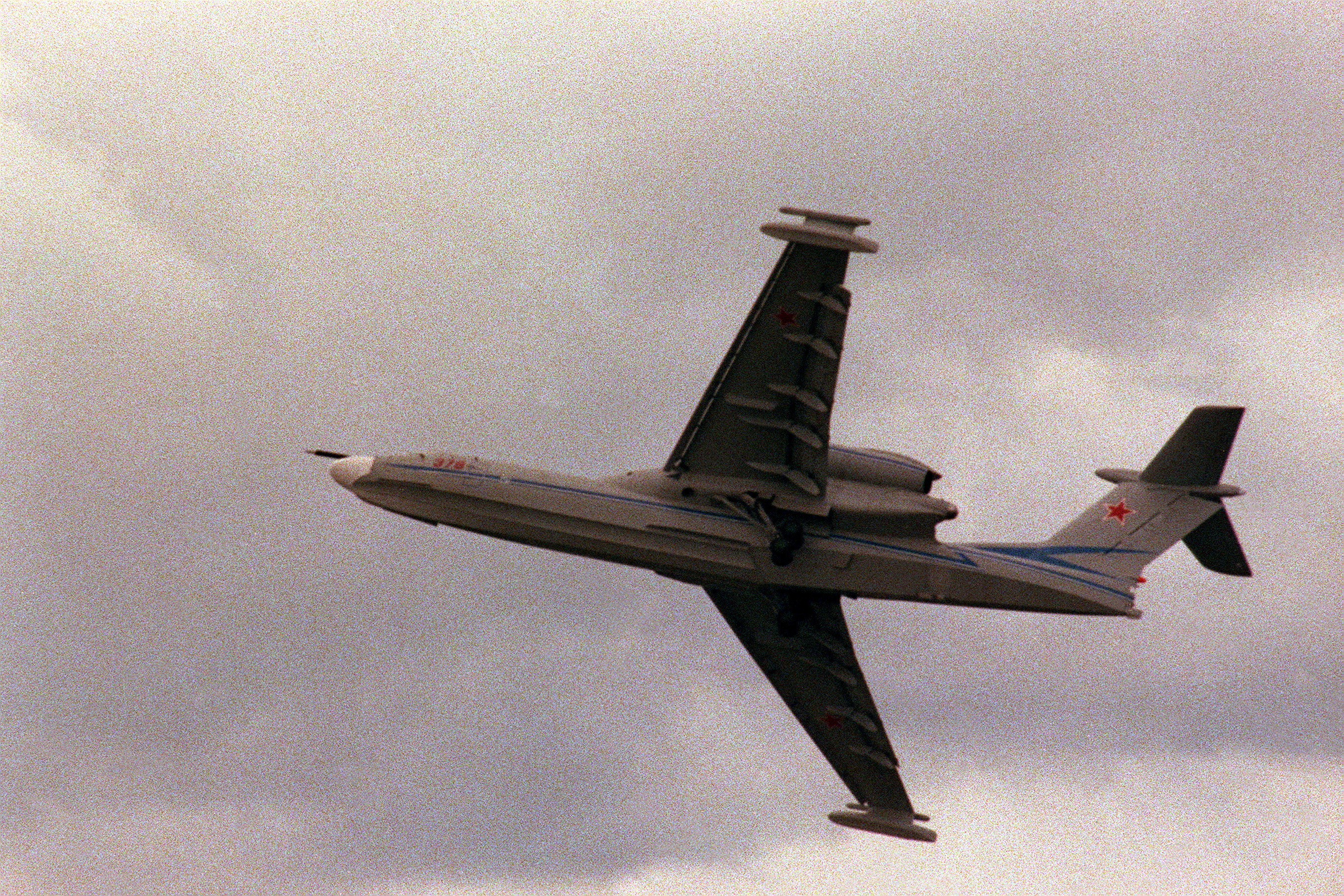
A-40噴射飛艇

A-40機身為細長的船形，機身後方的機底斜向上方，內有武器艙，機翼細長而翼端有浮舟，翼下有武器掛架，兩部噴射發動機被高高置於後機身，機尾是T字形，起落架為可收放式。

## 使用國家
- 苏联